# Abrochia humilis
Abrochia humilis är en fjärilsart som beskrevs av Herrich-Schäffer 1854. Abrochia humilis ingår i släktet Abrochia och familjen björnspinnare. Inga underarter finns listade i Catalogue of Life.